# Kreis Ticino
Der Kreis Ticino bildete bis zum 1. April 2017 zusammen mit den Kreisen Bellinzona und Giubiasco den Bezirk Bellinzona des Kantons Tessin in der Schweiz. Der Sitz des Kreisamtes war in Sementina. Der Kreis wurde nach der Fusion der Gemeinden Camorino, Claro, Giubiasco, Gnosca, Gorduno, Gudo, Moleno, Monte Carasso, Pianezzo, Preonzo, Sant’Antonio und Sementina mit Bellinzona aufgelöst.

## Gemeinden
Der Kreis setzte sich aus folgenden Gemeinden zusammen:
| Wappen        | Name der Gemeinde | Einwohner (31. Dez. 2016) | Fläche in km² | BFS-Nr |
| ------------- | ----------------- | ------------------------- | ------------- | ------ |
| Gnosca        | Gnosca            | 752                       | 7,5           | 5006   |
| Gorduno       | Gorduno           | 817                       | 9,2           | 5007   |
| Gudo          | Gudo              | 839                       | 9,9           | 5008   |
| Moleno        | Moleno            | 123                       | 7,4           | 5012   |
| Monte Carasso | Monte Carasso     | 2872                      | 9,7           | 5013   |
| Preonzo       | Preonzo           | 614                       | 16,5          | 5015   |
| Sementina     | Sementina         | 3217                      | 8,4           | 5019   |